# Vepris borenensis
Vepris borenensis là một loài thực vật thuộc họ Rutaceae. Loài này có ở Ethiopia và Kenya.